# Grind Stormer
Pour les articles homonymes, voir Stormer.
Grind Stormer, ou V-V (ヴィ・ファイヴ, "Vee Five") au Japon, est un jeu vidéo de type shoot them up développé par Toaplan, sorti en 1992 sur borne d'arcade. Il a été adapté sur Mega Drive en 1994.